# Gérakas (kommunhuvudort)
Gérakas (Gerakas) är en kommunhuvudort i Grekland.   Den ligger i prefekturen Nomarchía Anatolikís Attikís och regionen Attika, i den sydöstra delen av landet, 13 km öster om huvudstaden Aten. Gérakas ligger 250 meter över havet och antalet invånare är 29 939.
Terrängen runt Gérakas är kuperad österut, men västerut är den platt. Terrängen runt Gérakas sluttar söderut.Runt Gérakas är det ganska tätbefolkat, med 222 invånare per kvadratkilometer. Närmaste större samhälle är Aten, 13,3 km väster om Gérakas. Trakten runt Gérakas består till största delen av jordbruksmark.